# KLHDC9
KLHDC9 (англ. Kelch domain containing 9) – білок, який кодується однойменним геном, розташованим у людей на 1-й хромосомі. Довжина поліпептидного ланцюга білка становить 349 амінокислот, а молекулярна маса — 37 754.
| 10         |  | 20         |  | 30         |  | 40         |  | 50         |
| ---------- |  | ---------- |  | ---------- |  | ---------- |  | ---------- |
| MAVAVPPGRA |  | AGSGWAWRPV |  | ARDALLARAF |  | HSCTELRGRF |  | YLVGGLLAGG |
| AREPSSDTVV |  | FDPARGQAVR |  | LGARGSPPRS |  | HHDAAPVDGR |  | WLCVVGGWDG |
| SRRLATVTAL |  | DTERGVWEAW |  | TGTPGDCPPA |  | GLSSHTCTRI |  | SDRELQVAGR |
| EGGIHTQRRY |  | GSIYTLRLDP |  | SARTYCYKQE |  | GCHTASRSGH |  | CAALLQTPGP |
| HPGHQLLLFG |  | GCNLAEPEVA |  | GHWSHGKIKE |  | EPPVAPHLME |  | QLARLVSSGQ |
| GSQKGPHGLR |  | HHSCSVVGPF |  | AVLFGGETLT |  | RARDTICNDL |  | YIYDTRTSPP |
| LWFHFPCADR |  | GMKRMGHRTC |  | LWNDQLYLVG |  | GFGEDGRTAS |  | PQVCILDFI  |

A: Аланін

C: Цистеїн

D: Аспарагінова кислота

E: Глутамінова кислота

F: Фенілаланін

G: Гліцин

H: Гістидин

I: Ізолейцин

K: Лізин

L: Лейцин

M: Метіонін

N: Аспарагін

P: Пролін

Q: Глутамін

R: Аргінін

S: Серин

T: Треонін

V: Валін

W: Триптофан

Задіяний у такому біологічному процесі, як альтернативний сплайсинг. 